# ラヴィニア・フォンターナ

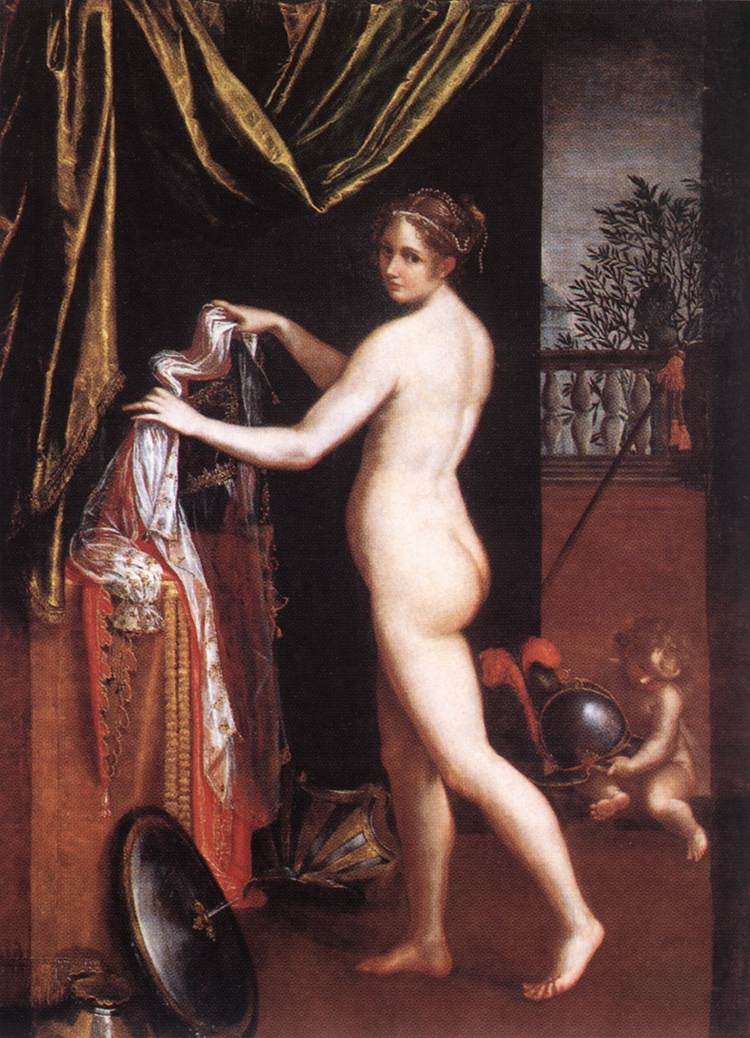
『服を着るミネルヴァ』（1613年）油彩、カンヴァス/ローマ、ボルゲーゼ美術館

ラヴィニア・フォンターナ（伊: Lavinia Fontana, 1552年8月24日 - 1614年8月11日）は、イタリアの画家。

## 生涯
画家プロスペロー・フォンターナの娘としてボローニャに生まれた。父プロスペローはボローニャ派のリーダー的画家で、ラヴィニアの師匠でもあった。
ラヴィニアの最も初期の作品として知られているのは『猿の子供』で、1575年、ラヴィニア23歳の時に描かれたものである。この絵は現在失われているが、1576年に描かれた『キリストと受難のシンボル』は現在テキサス州のエル・パソ美術館にある。ラヴィニアは様々なジャンルで絵を描き続けた。活動をはじめた初期は、ボローニャの上流階級の肖像画家として有名だったが、男性・女性の裸体画や、大きな宗教画も描いていた。
1577年、ラヴィニアは25歳でジャン・パオロ・ザッピ（Gian Paolo Zappi）と結婚した。11人の子宝に恵まれたが、ラヴィニアより長生きできたのは3人しかいなかった。ラヴィニアは家計を支えるため絵を描き続けた。その間、夫ザッピが家族の世話をし、さらにはカーテンのようなあまり重要でないものを描くなど、ラヴィニアの絵の助手をした。
1603年、ラヴィニアと家族はローマ教皇クレメンス8世の招きでローマに移り住んだ。そこでラヴィニアはローマ教皇グレゴリウス13世（1502年 - 1585年）の出身家系であるブオンコンパーニ家をパトロンに得た。ラヴィニアはボローニャ同様、ローマでも成功した。ラヴィニアの絵のモデルになった人々の中には、ローマ教皇パウルス5世もいた。ラヴィニアは1614年8月11日、ローマで亡くなった。

## 作品
ラヴィニアの描いた肖像画のいくつかが高値で売買されることがあったが、それはグイド・レーニのものと間違われたからだった。『ヴィーナス』、『眠れる幼子イエスからベールを取る聖母』、『ソロモンを訪問したシバの女王』などである。ラヴィニアの自画像（若い頃はもっと美しかったと言われている）は彼女の最高傑作と言われている。現在この絵はラヴィニアの夫の出身家系である、イーモラのザッピ伯爵家が所有している。
ラヴィニアの若い頃の作風は父親とよく似ていた。しかし徐々に、ヴェネツィア風の強烈な色彩を持った、カラッチ家（アゴスティーノ、アンニーバレ、ルドヴィコ）のような作風を取り込んでいった。
昔の文献にはラヴィニアの作品は100点を越えると書かれていたが、現在、署名と日付が確認できるのは僅か23点しかない。そのうち確実にラヴィニアのものとわかっているのは25点くらいである。しかし、それでも1700年以前の女流画家の中では最も多い数である。やはり女流作家のソフォニスバ・アングイッソラは、ラヴィニアの強い影響を受けた。

## 代表作

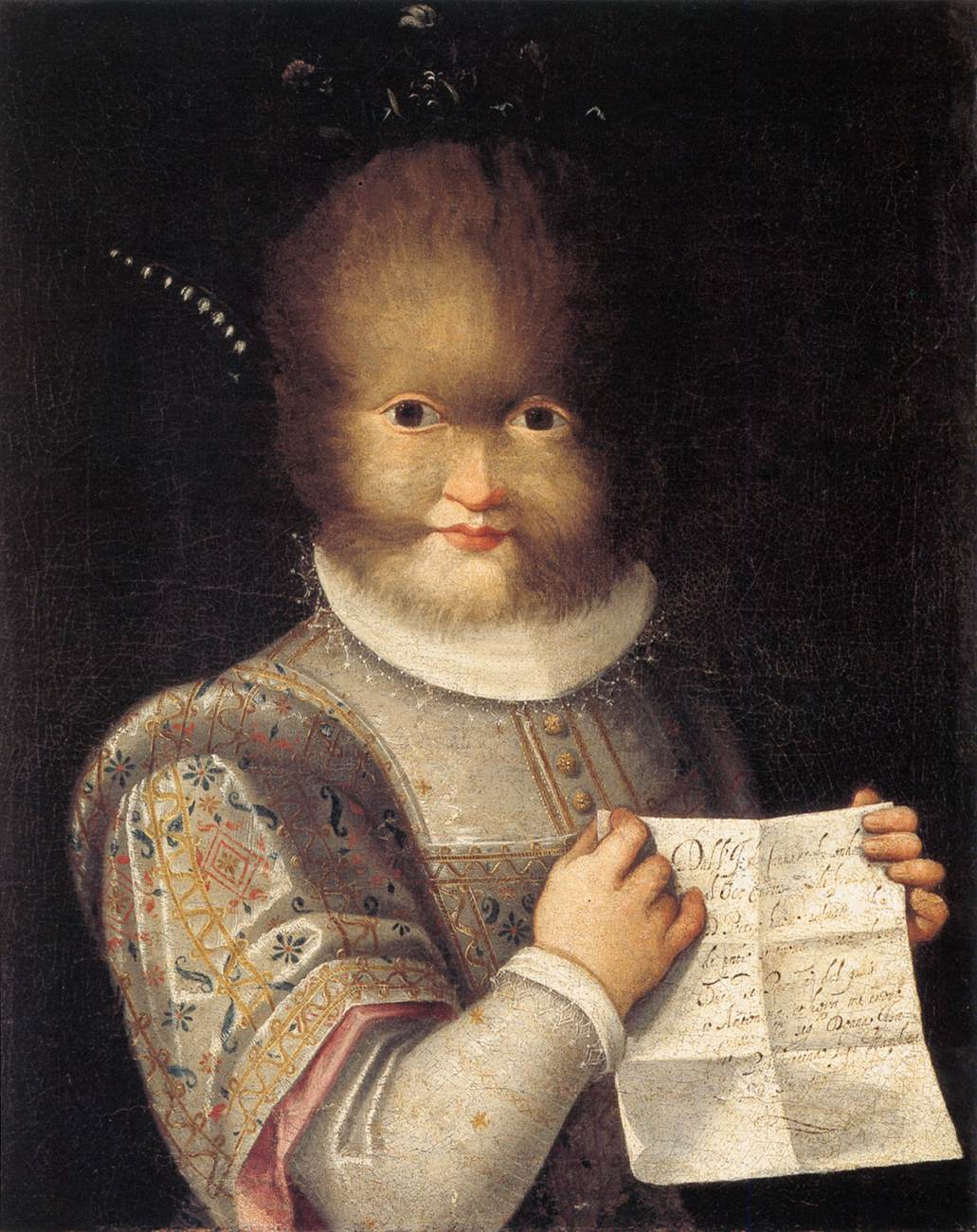
『アントニエッタ・ゴンザレスの肖像』(1595年頃)　ブロワ城美術館

- 小間使いが伴奏するスピネットのある自画像（1577年）ローマ、国立サン・ルカ・アカデミー
- 聖母の聖別 - マルセイユ、マルセイユ美術館。元々はボローニャのサンタ・マリア・デイ・セルヴィ聖堂Gnetti礼拝堂にあった。
- 愛玩犬を抱く婦人の肖像（1595年頃）ボルチモア、ウォルターズ美術館
- ジロラーモ・の肖像（1587年〜1590年頃）ボルチモア、ウォルターズ美術館
- ノリ・メ・タンゲレ（私に触れてはいけない）（1581年）フィレンツェ、ウフィッツィ美術館
- 聖ペトロ・クリソロゴ、カシアンと聖母被昇天（1584年）イーモラ市庁舎
- Coozzadini家の肖像（1584年）ボローニャ、国立絵画館
- 聖家族（1589年）マドリード郊外エル・エスコリアル修道院
- 聖母誕生 - ボローニャ、サンティッシマ・トリニタ教会
- カップルの肖像（1580年 - 1585年）クリーブランド、クリーブランド美術館
- キリスト降架（1581年）Cornell Fine Arts
- 博士たちの中のイエス - ボローニャ、サン・ドメニコ聖堂、ロザリオ礼拝堂にある『ロザリオの奇跡』の一部